# Бирюков, Дмитрий Петрович
Дмитрий Петрович Бирюков (6 августа 1868, Нижний Новгород — 1944) — эсер, редактор, делегат Всероссийского Учредительного собрания.

## Биография
Дмитрий Бирюков родился в 1868 году в мещанской семье. После окончания реального училища он продолжил обучение в Лейпциге, а в 1892 году окончил Московское высшее техническое училище по специальности инженер-технолог.
Бирюков стал поднадзорным в 1894 году; вступил в Партию социалистов-революционеров в 1898 году. В 1905—1906 годах он входил в Союз военнослужащих Читинского гарнизона. Между двумя револяциями он успел побывать в эмиграции в Болгарии.
После начала Первой мировой войны, в 1916 году, Дмитрий Бирюков был призван в армию, где получил звание прапорщика. В 1917 году он стал начальником уездной милиции (Орлов, Вятская губерния). Одновременно он работал редактором «Орловской народной газеты».
В 1917 году Дмитрий Бирюков был избран в члены Учредительного собрания по Вятскому избирательному округу от эсеров и Совета крестьянских депутатов (список № 3). Он участвовал в заседании-разгоне Собрания от 5 января 1918 года. Сведений о его деятельности в период Гражданской войны нет. Умер в 1944 году в возрасте 75 лет.

## Семья
Жена: Анна Арсеньевна Бирюкова (урожденная Андриевская, 1868—1957)
Дети: Николай (1895), Андрей (1897), Виктор (1898)